# St. Martin (Ober-Olm)

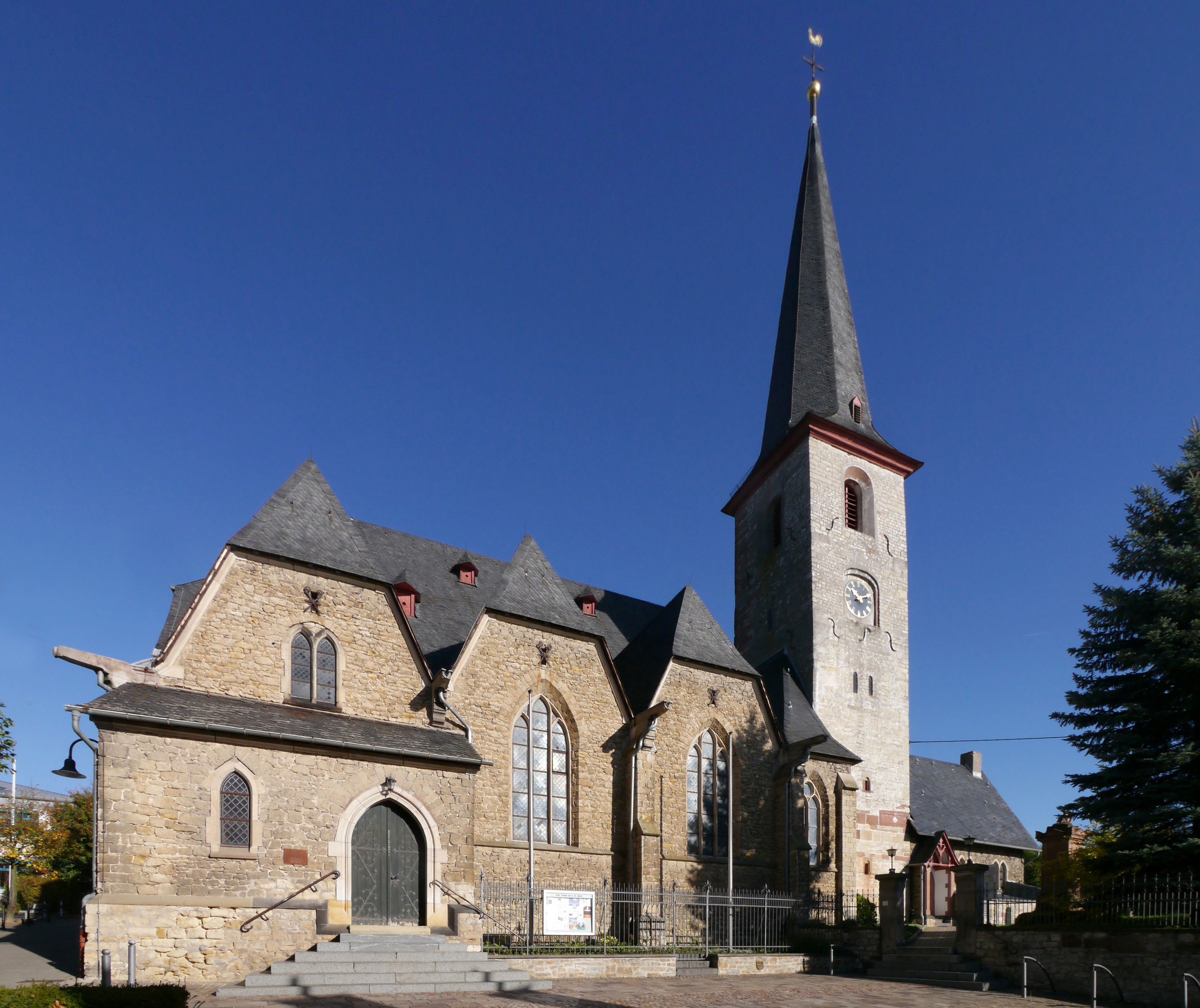
St. Martin in Ober-Olm

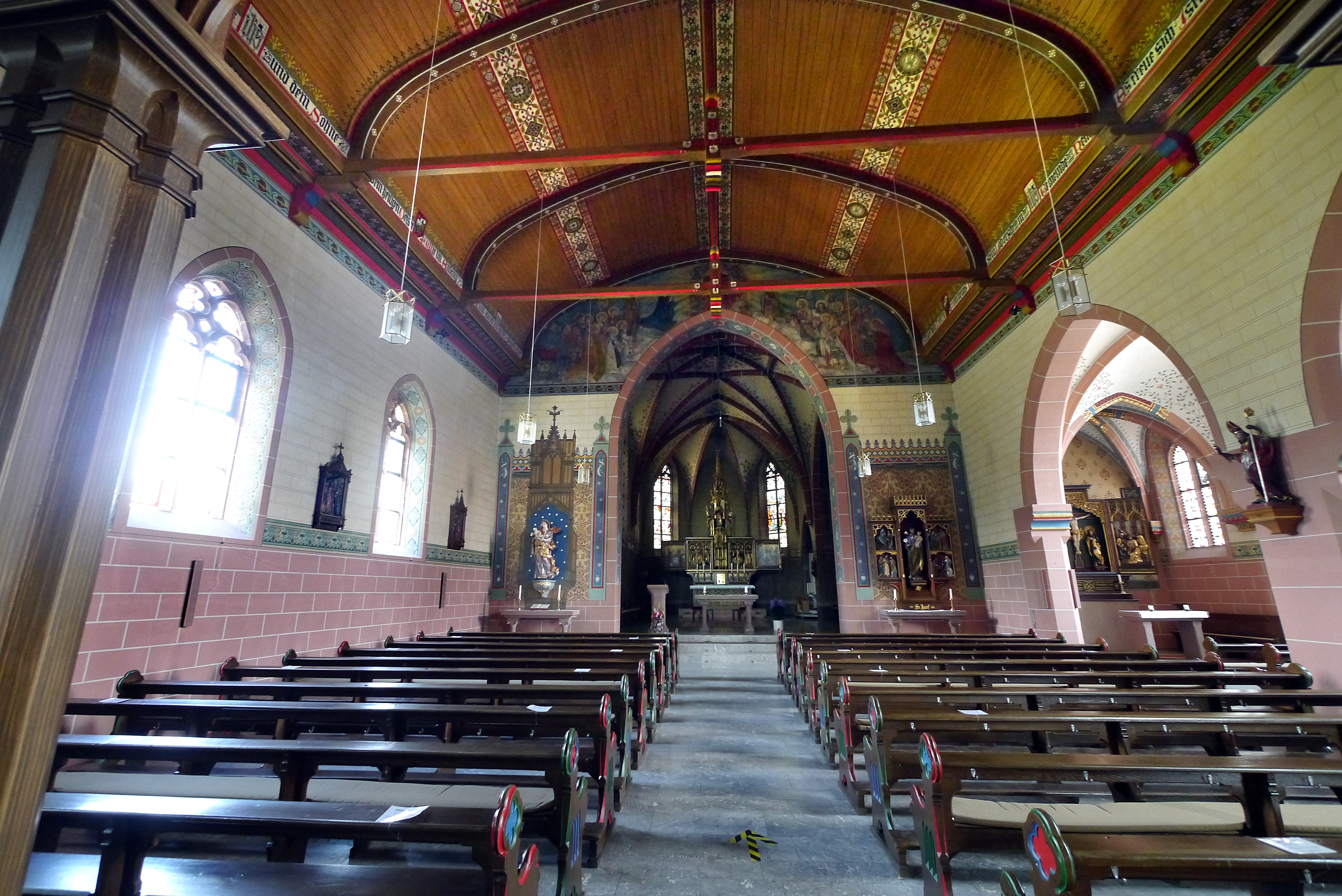
Innenansicht von St. Martin

St. Martin ist die römisch-katholische Pfarrkirche in der rheinhessischen Ortsgemeinde Ober-Olm. Die Gemeinde gehört zum Dekanat Mainz-Süd innerhalb des Bistums Mainz.

## Geschichte
Die Kirche existierte schon zur Merowingerzeit. Sie war „in der Verfügung“ der Mainzer Bischöfe. In früheren Jahrhunderten teilten sich der Mainzer Dompropst und das Stift St. Viktor vor Mainz die hier eingenommenen Steuern, den so genannten Zehnten. Der ungegliederte romanische Turm stammt aus dem 12. Jahrhundert, die Glockengeschosse und der Spitzhelm aus dem 15. Jahrhundert. Das Langhaus ist neugotisch, es wurde 1879–81 von dem Dombaumeister J. H. A. Lucas aus Mainz errichtet. Im Jahr 1899 wurde der Bau vom Dombaumeister Ludwig Becker um ein rechts anschließendes Seitenschiff und um einen Chor erweitert.
Heute bildet die Kirchengemeinde St. Martin (für Ober-Olm und Essenheim) zusammen mit der Kirchengemeinde St. Andreas aus Klein-Winternheim eine gemeinsame Pfarrgruppe innerhalb des Dekanats Mainz-Süd des Bistums Mainz.

## Ausstattung

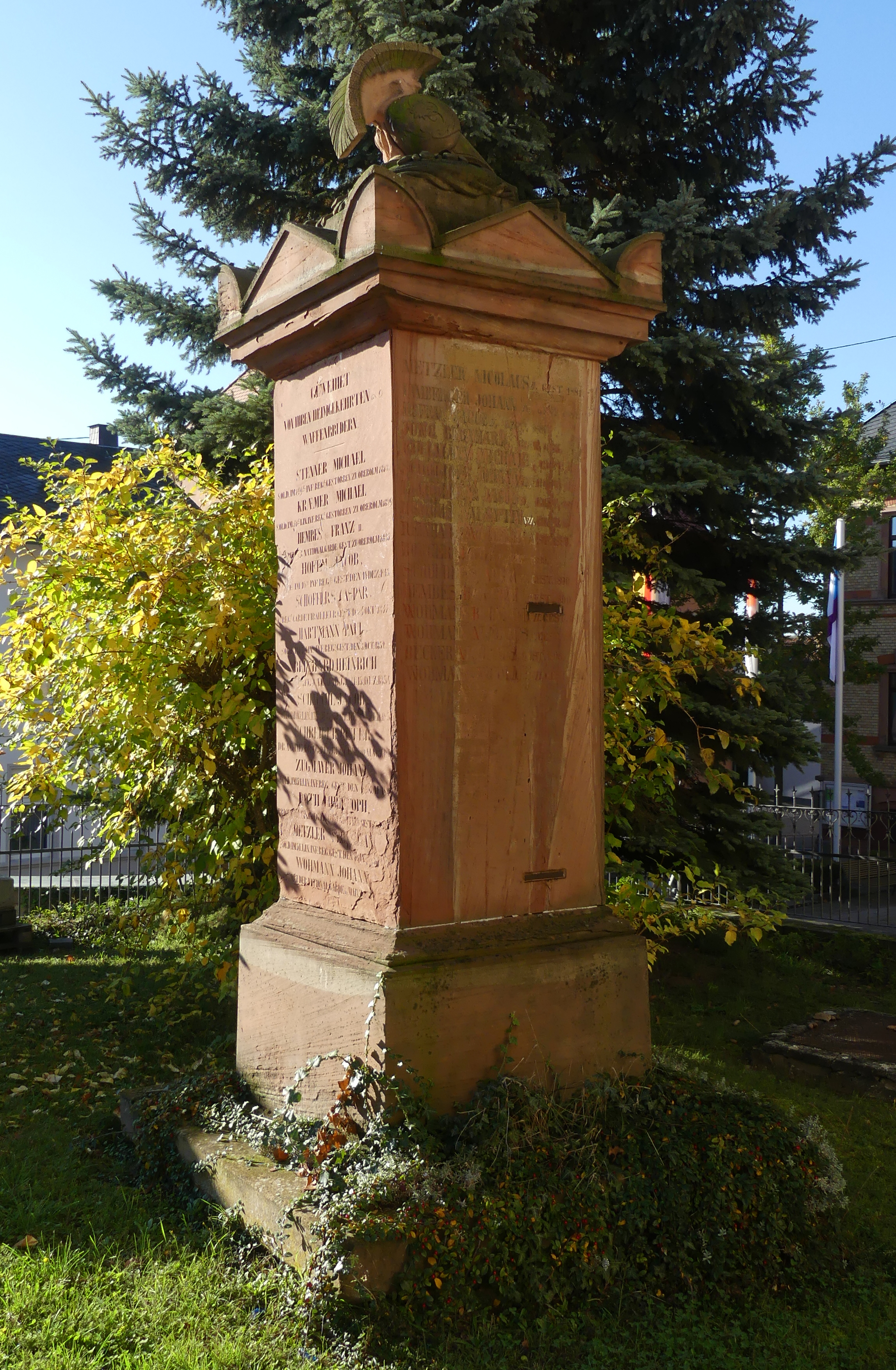
Napoleonstein von 1842 für die Opfer der napoleonischen Kriege

- Vesperbild um 1520, eine vorzügliche Arbeit aus der Werkstatt von Hans Backoffen mit ursprünglicher Farbfassung[3]
- Heiliger Urban, Anfang des 16. Jahrhunderts
- Mutter Gottes und Heiliger Valentin, Mitte des 18. Jahrhunderts
- Augsburger Monstranz in Silber, 1757–60
- Veteranenstein (Napoleonstein) auf dem Friedhof, 1842

## Orgel
Im Jahr 1764 ist eine Orgel nachweisbar. 1806 folgte ein Neubau durch Franz Xaver Ripple. 1887 baute Balthasar Schlimbach & Sohn die heutige Orgel als Opus 126 mit mechanischen Kegelladen. Der Mainzer Bildhauer Josef Landmann fertigte das Gehäuse mit fünfachsigem Prospekt im Stil der Neugotik mit einem überhöhten trapezförmigen Mittelturm und zwei breiten spitzbogigen Flachfeldern, die seitlich von zwei schmalen Feldern flankiert werden. Fialen, Krabben und Kreuzblumen bekrönen das Werk. Das Instrument ist überwiegend original erhalten. Die Prospektpfeifen wurden 1917 abgeliefert und später ersetzt. Im Rahmen einer Sanierung 1979 durch Erich Breitmann, Nieder-Olm, wurden diese Zinnpfeifen durch solche aus Zink ersetzt. Die Orgel erhielt einen neuen Spieltisch, neue Bälge, einen neuen Motor und zum Teil eine neue Traktur. Bei der letzten Restaurierung im Jahr 2001 rekonstruierte die Giengener Orgelmanufaktur Gebr. Link die Prospektpfeifen, die Bälge und den Spieltisch. Die Orgel verfügt über 19 Register, die auf zwei Manuale und Pedal verteilt sind. Die Disposition lautet wie folgt:
| I Manual C–f3     |       |
| Bourdon           | 16′   |
| Prinzipal         | 8′    |
| Hohlflöte         | 8′    |
| Gedackt           | 8′    |
| Gamba             | 8′    |
| Oktave            | 4′    |
| Rohrflöte         | 4′    |
| Cornett IV (ab g) |       |
| Mixtur IV         | 2 ⁄3′ |
| Trompete          | 8′    |

| II Manual C–f3  |    |
| Geigenprincipal | 8′ |
| Salicional      | 8′ |
| Harmonika       | 8′ |
| Lieblich Gedakt | 8′ |
| Flauto dolce    | 4′ |

| Pedal C–d1  |     |
| Subbass     | 16′ |
| Violon      | 16′ |
| Violoncello | 8′  |
| Tuba        | 16′ |

- Koppeln: II/I, I/P, II/P
- Spielhilfen: 4 feste Kombinationen (f und ff auf I, pp und Tutti auf II)

## Bibelgarten
Seit 2021 wurde ein brachliegendes Gelände aus dem Besitz der Kirche zwischen St. Martin und einer alten Bruchstein-Pfarrscheune zum öffentlich zugänglichen, barrierefreien Bibelgarten umgestaltet. Bei der Anlage sind dem Team um die Initiatorin und Vorsitzende des Pfarrgemeinderates Kathrin Fiederling nach eigenem Bekunden „Klimaschutz und Ökologie“ wichtig, so wurde z. B. ein Wildbienenhotel errichtet und eine fünf Kubikmeter Wasser fassende Zisterne  eingebaut, die Regenwasser vom Dach der Pfarrscheune auffängt. Wesentlich für einen Bibelgarten seien aber auch Pflanzen mit einem Bezug zur Bibel, wie ein Ölbaum oder Zypressen und zahlreiche biblische Symbole wie eine Arche als Sitzbank, Tafeln mit zehn Geboten etc.
Die Initiative, die das umfangreiche Vorhaben weitgehend über Spenden und Eigenleistungen realisierte, bekam 2022 den Ehrenamtspreis der VG Nieder-Olm. Die Einweihung fand mit einem ökumenischen Gottesdienst im Juli 2023 statt. Im Juli 2024 wurde an zentraler Stelle ein Brunnen mit der Bronzeplastik einer knienden Frau eingeweiht, die von der Klein-Winternheimer Künstlerin Maya B. Albrecht geschaffen wurde. Die Figur stellt die alttestamentarische Gestalt der Rut dar, die aus Not ihre alte Heimat verlassen und eine neue suchen  muss.

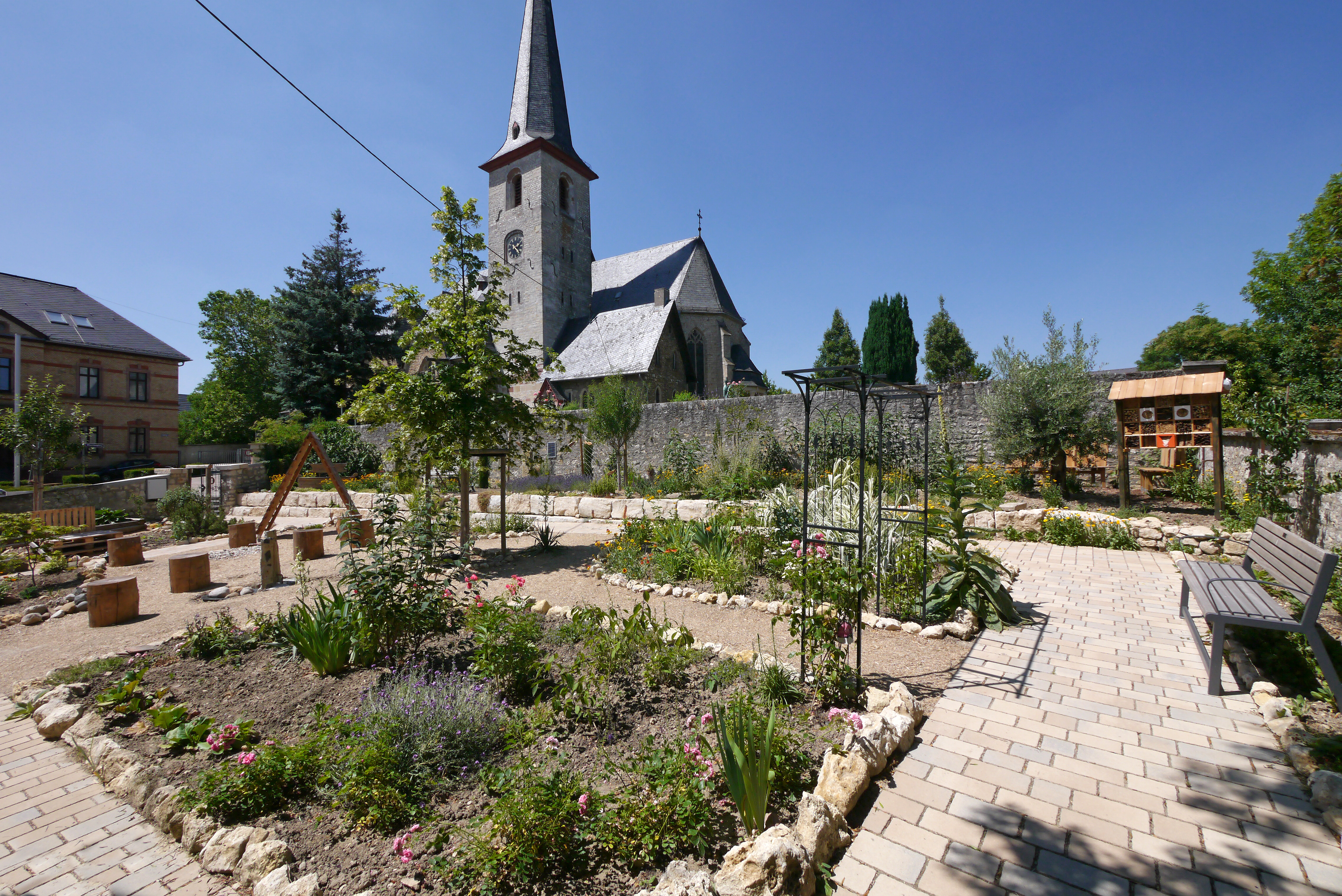
Blick zum Frühlingsanfang über den Bibelgarten auf St. Martin
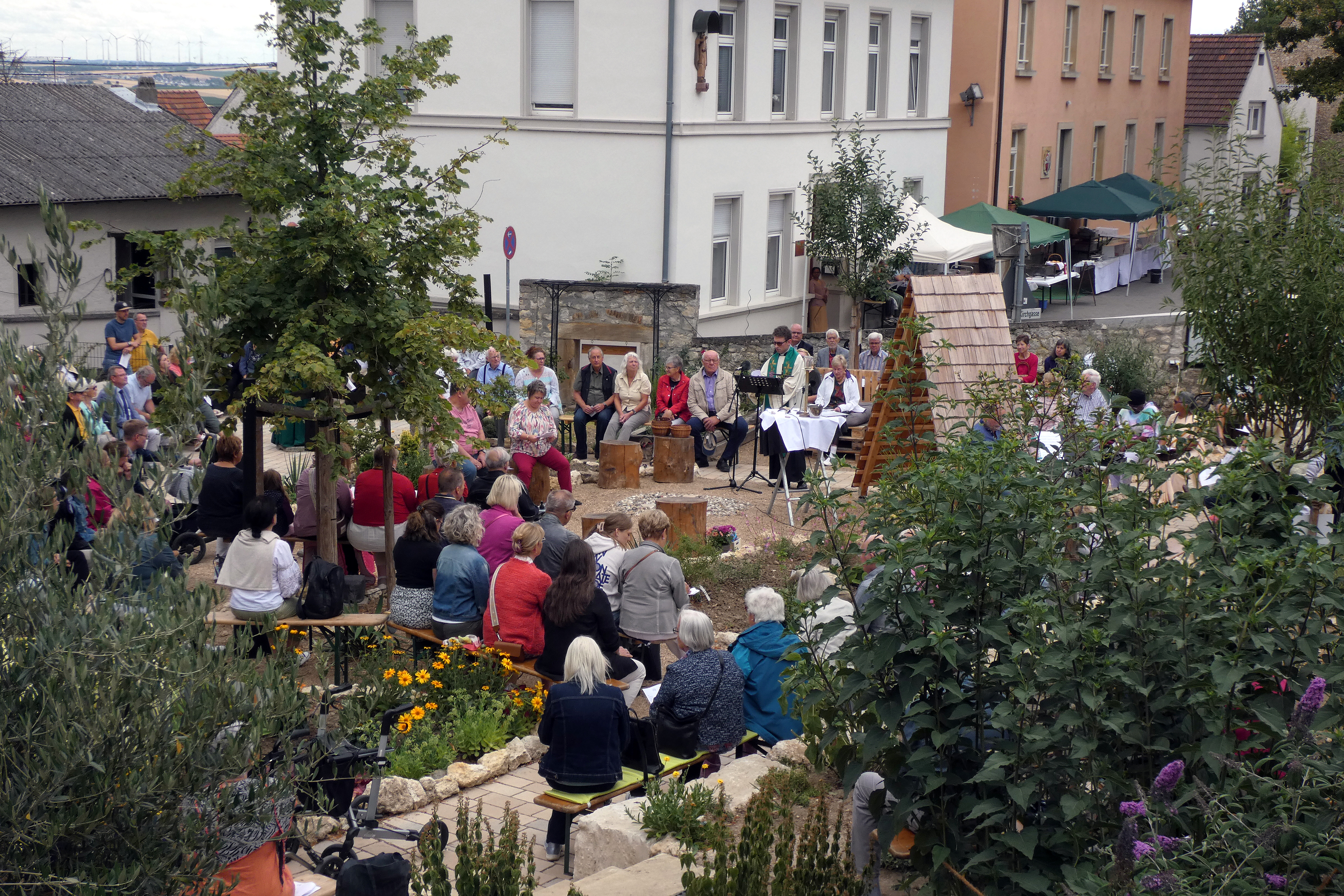
Einweihung am 23. Juli 2023 mit einem ökumenischen Gottesdienst
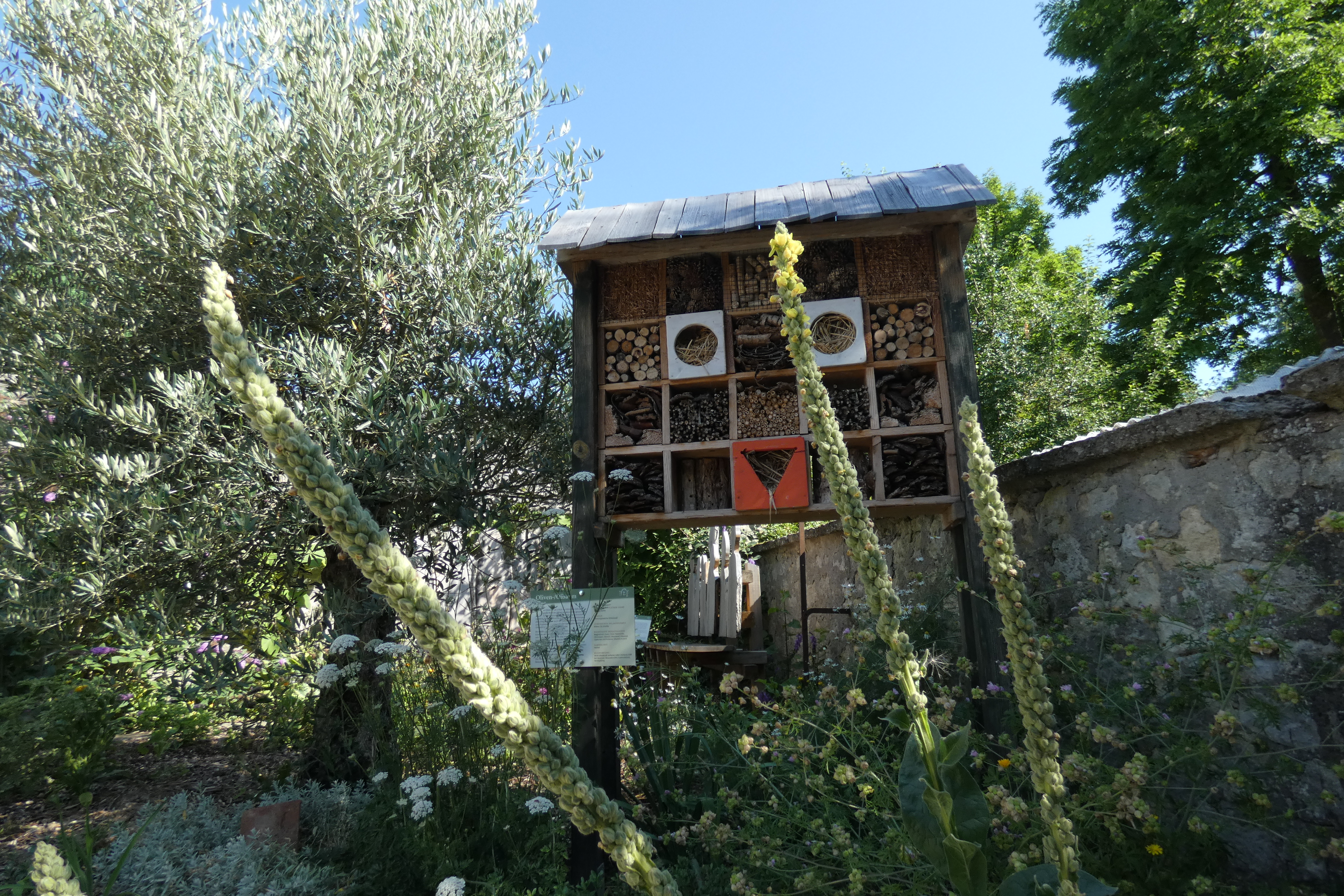
Das Bienenhotel als naturnaher Teil des Gartens
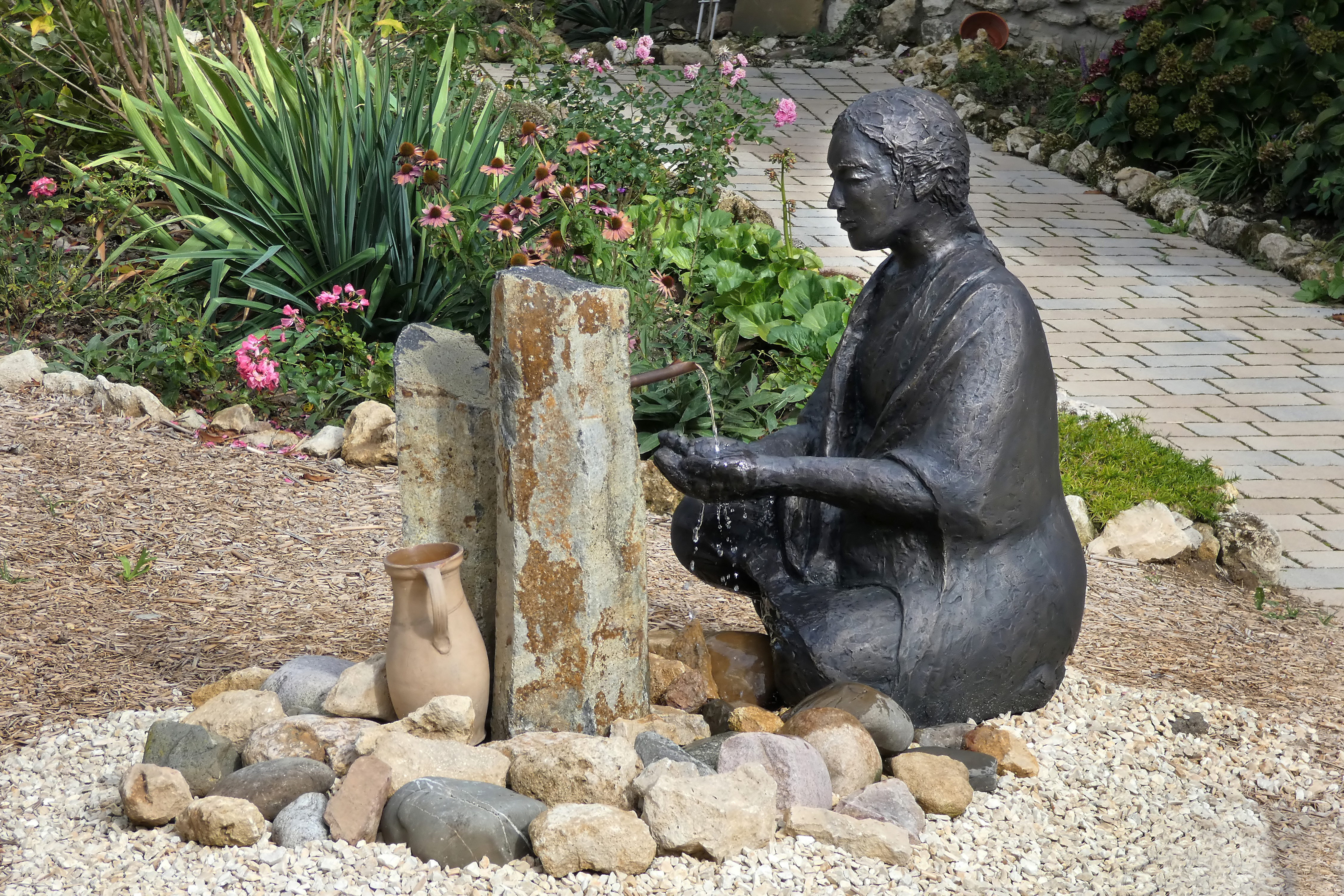
Die alttestamentarische Figur der Rut am Brunnen des Lebens
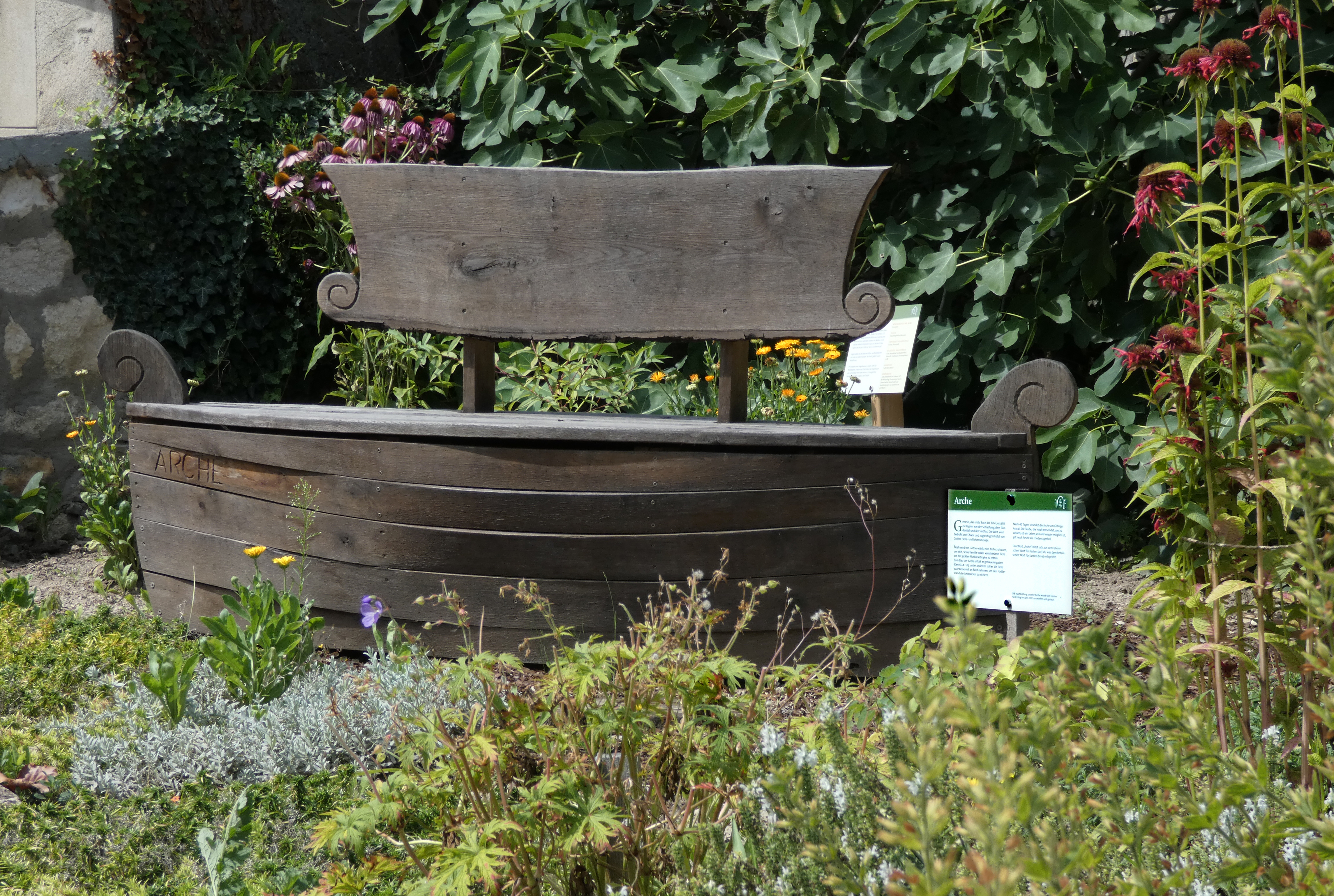
Eine Arche als biblisches Symbol und Sitzbank
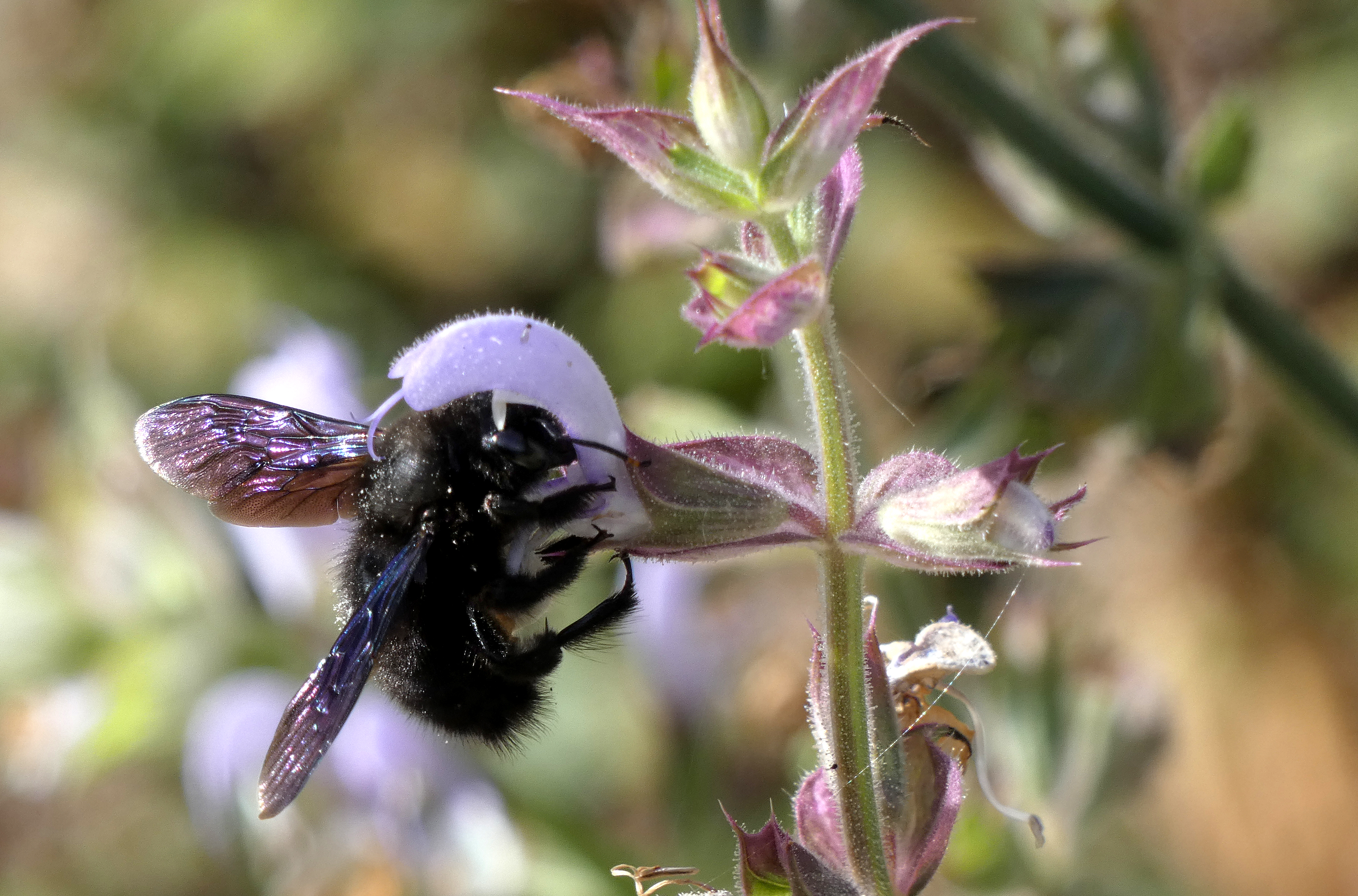
Die Wildbiene des Jahres 2024, die Blauschwarze Holzbiene
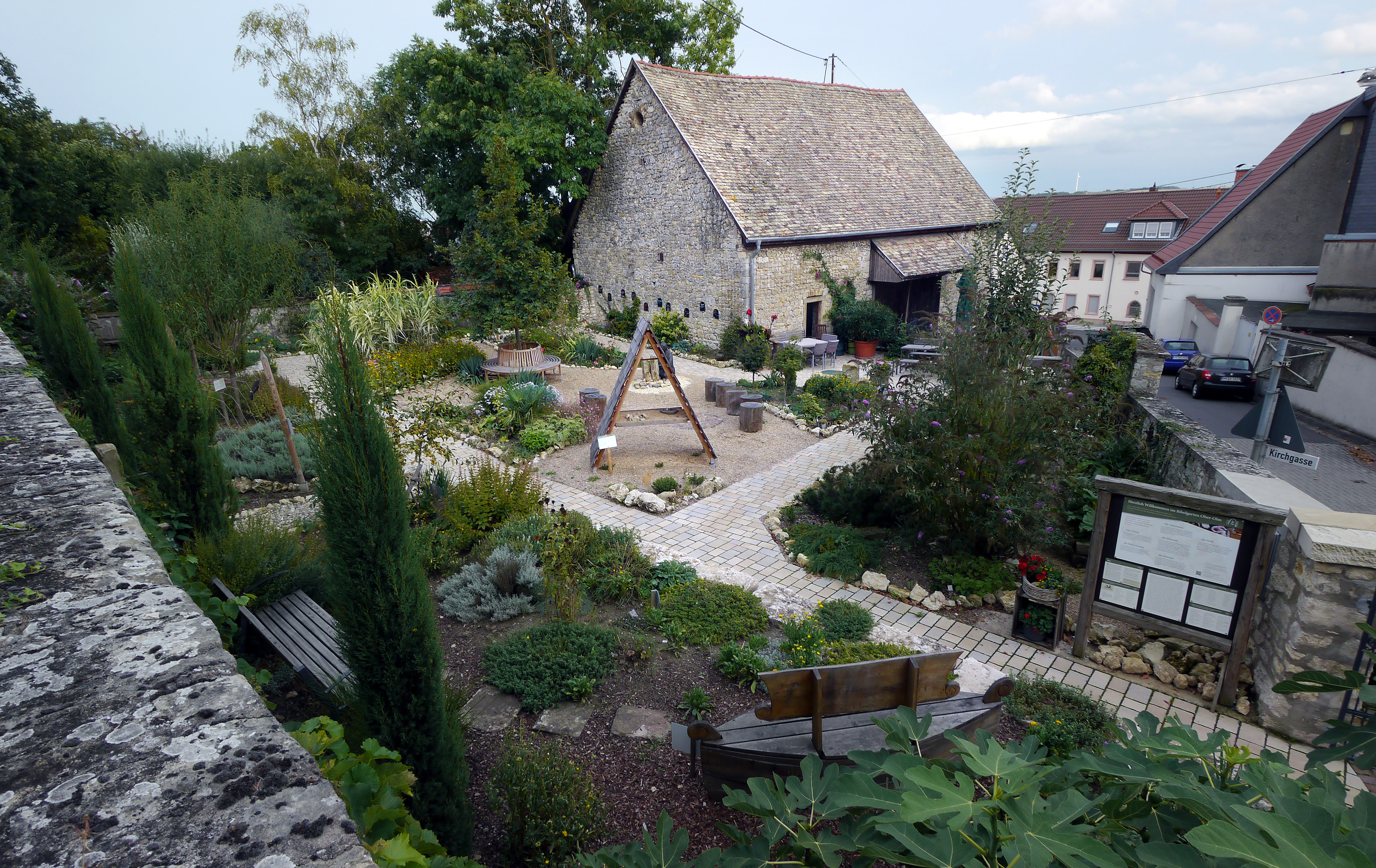
Blick aus Richtung der Kirche St. Martin auf den Bibelgarten und die alte Pfarrscheune